# Werbowe (Polohy)
Werbowe (ukrainisch Вербове; russisch Вербовое Werbowoje) ist ein Dorf im Zentrum der ukrainischen Oblast Saporischschja mit etwa 1200 Einwohnern (2004).

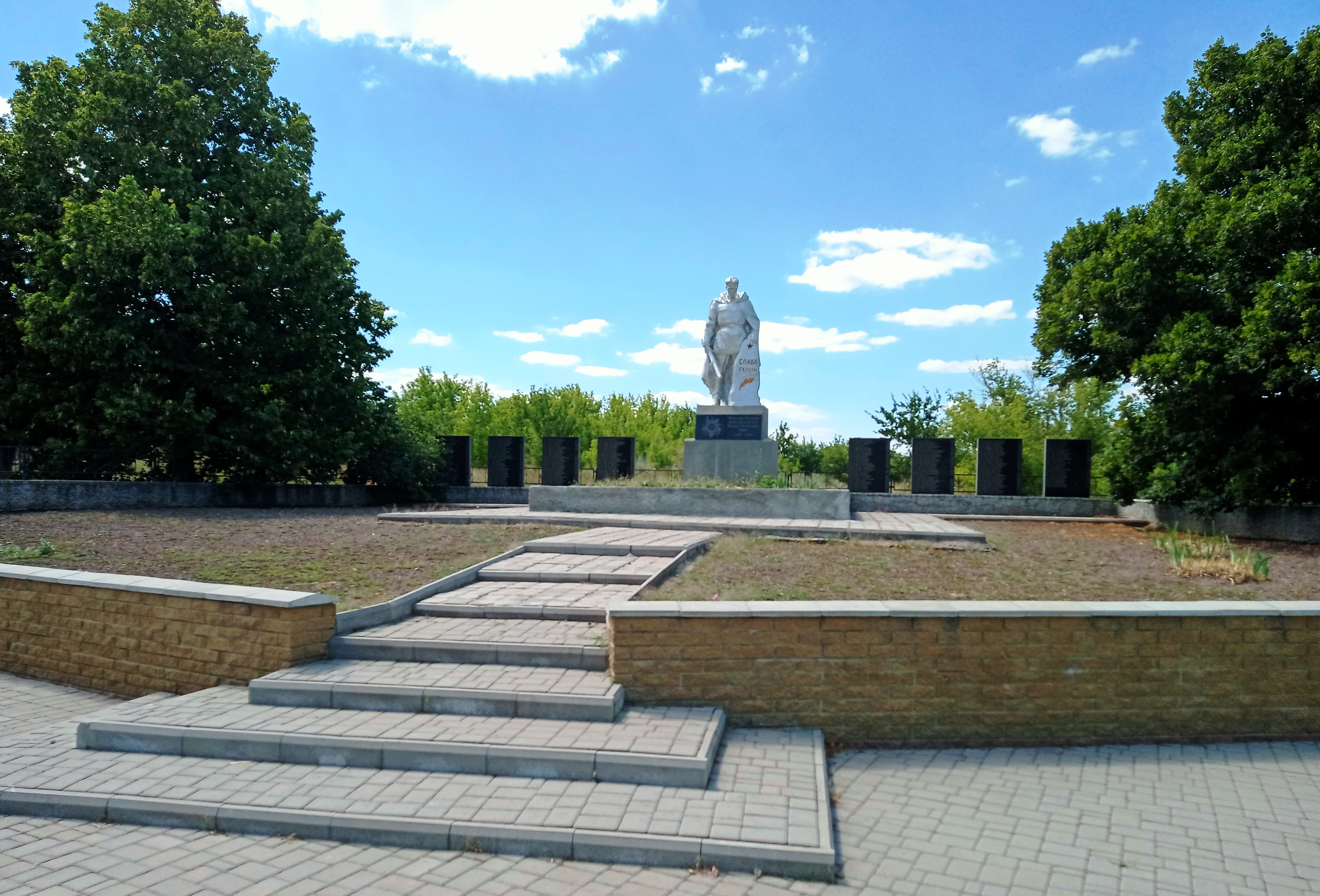
Denkmal im Ort

Werbowe wurde 1790 gegründet und befindet sich 95 km südöstlich vom Oblastzentrum Saporischschja und 26 km südwestlich vom Rajonzentrum Polohy.
Am 12. Juni 2020 wurde das Dorf ein Teil der neugegründeten Stadtgemeinde Polohy, bis dahin bildete es die gleichnamige Landratsgemeinde Werbowe (Вербівська сільська рада/Werbiwska silska rada) im Westen des Rajons Polohy.

## Persönlichkeiten
- Wassyl Lisnjak (Василь Андрійович Лісняк; 1908–1963), ukrainischer Dichter
- Mychailo Haidabura (Михайло Денисович Гайдабура; 1909–1942), ukrainisch-sowjetischer Schriftsteller, Kritiker und Journalist